# Johann Dietrich Franz Ernst von Steinen
Johann Dietrich (auch: Diederich) Franz Ernst von Steinen (* 17. Dezember 1724 in Isselburg; † 26. Mai 1797 in Frömern, Grafschaft Mark) war ein westfälischer Historiker und evangelischer Pfarrer. 

## Leben und Wirken
Von Steinen war der Sohn von Johann Dietrich von Steinen, der ab 1727 Pastor in Frömern (heute Ortsteil von Fröndenberg/Ruhr) in der Grafschaft Mark, Westfalen war. Er studierte ab 1743 an der Universität Halle und war ab 1747 zwölf Jahre lang Pfarrer in Langendreer, bevor er 1759 zur Unterstützung seines kranken Vaters nach Frömern kam. Nach dem Tod des Vaters im Jahr 1759 wurde er dessen Nachfolger. Wie schon sein Vater wurde er auch 1766 Generalinspektor (Superintendent) der lutherischen Gemeinden in der Grafschaft Mark sowie Konsistorialrat in Hamm. Im Februar 1779 wurde er emeritiert.
Von Steinen war Mitglied der Deutschen Gesellschaft zu Göttingen und der letzte von sieben in gerader Linie abstammenden Angehörigen der Familie, die Pfarrer der Gemeinde in Frömern waren.
Im Siebenjährigen Krieg verbrannte die Sammlung westfälischer Chroniken und Manuskripte, die von ihm und seinen Vorfahren zusammengetragen wurden.